# A Műveltség Könyvtára
A Műveltség Könyvtára nagy terjedelmű, díszes kötetekből álló, 20. század eleji, magyar nyelvű,  enciklopédikus jellegű könyvsorozat.

## Jellemzői
A sorozat 1905 és 1913 között jelent meg Budapesten az Athenaeum Irodalmi és Nyomdai Részvénytársulat kiadásában 11 kötetben, több mint 7700 oldal terjedelemben. A vállalkozás célja az volt, hogy az emberi ismereteket a megfelelő tudományágak szerint csoportosítva, összefüggő előadásban bemutassa a nagyközönségnek. A kötetek megértéséhez külön szakképzettség nem szükséges, de a korabeli középiskolai tananyag ismeretét feltételezi a sorozat. Vannak kifejezetten olyan részek is, ahol már a korabeli elemi iskolát végzett, de önművelésben tudatosan munkálkodó olvasók is haszonnal forgathatták a sorozatot. A szerkesztők és munkatársak részben egyetemi, részben középiskolai tanárok voltak, gyakran az illető szakma területén elismert tekintélyek.
Az egyes kötetek gazdag illusztrációs anyaggal, jó minőségű, fényezett papírra nyomva, igényes tipográfiával, díszes félbőr kötésben jelentek meg. A sorozat részeiben a korszak jelentős szakemberei mutatták be népszerű, tudományos–ismeretterjesztő stílusban a technika, az orvostudomány, a biológia, a földtudomány, a csillagászat, a szociológia, a művészettörténet, a zenetörténet, a szépirodalom, és a történelem területét.
A kötetek később több kiadásban is megjelentek a II. világháborúig.

## Elektronikus elérhetőség
Az Arcanum.hu digitalizálta az egész sorozatot, egyes köteteket pedig a REAL-EOD, utóbbi szerepel az alsó táblázatban is. Az Arcanum szolgáltatása költségtérítéses formában vehető igénybe.

## Fakszimile kiadások
A sorozatnak több kötete fakszimile kiadásban is napvilágot látott a közelmúltban, így:
- II/2. kötet (részben) → Márki Sándor: Az ókor története, Laude Kiadó, Budapest, é. n. [1990-es évek], ISBN 963-7830-78-2[2]
- II/2. kötet (részben) → Márki Sándor: A középkor története, Laude Kiadó, Budapest, é. n. [1990-es évek], ISBN 963-7830-81-2[3]
- II/3. kötet (részben) → Márki Sándor: Az újkor története, Laude Kiadó, Budapest, é. n. [1990-es évek], ISBN 963-783-077-4[4]
- II/3. kötet (részben) → Márki Sándor: A legújabb kor története, Laude Kiadó, Budapest, é. n. [1990-es évek], ISBN 963-7830-80-4[5]
- II/2., 3., 4. kötet (a 3 kötet 6 kisebb kötetre bontva) → Egyetemes és hazai történelem I–VI., Anno Bt., Budapest, é. n. [1990-es évek], ISBN 963-7830-78-2[6]
- II/4. kötet → Marczali Henrik: Magyarország története, Laude Kiadó, Budapest, é. n. [1990-es évek], ISBN 963-7830-79-0[7]
- II/1. kötet (részben) → Kacsóh Pongrác: A zene története, Anno Kiadó, Budapest, é. n. [1990-es évek], ISBN 963-9066-04-4[8]
- II/1. kötet (részben) → Kacsóh Pongrác: A zene fejlődéstörténete, Comenius Kiadó Kft., Pomáz, 2000, ISBN 963-85947-5-6[9]

## Kötetbeosztás
A 2 alsorozat kötetei a következők voltakː
| Kötetszám   | Szerzők | Kötetcím                                                                                        | Kiadási év | Oldalszám | Ábraszám                                                                    |
| ----------- | --- | ----------------------------------------------------------------------------------------------- | ---------- | --------- | --------------------------------------------------------------------------- |
| I/1. kötet  | Schimanek Emil, Litschauer Lajos, Gálocsy Árpád, Kandó Gyula, Kármán Tivadar, Gondos Viktor, H. Hennyey Vilmos, Karvázy Zsigmond, Kún Sámuel, M. Müller Hugó, Gaul Károly, Maly Ferenc, Jalcoviczky Géza, Pfeifer Ignác, V. Markhót Jenő, Kosutány Tamás, K. Lipthay Károly, Hollós József, Méray-Horváth Károly | A technika vívmányai                                                                            | 1905       | 707 o.    | 500 szövegképpel és 60 műmelléklettel                                       |
| I/2. kötet  | Lenhossék Mihály, Gorka Sándor, Pekár Mihály, Ranschburg Pál, Semayer Vilibald, Dalmady Zoltán, Alexander Bernát | Az ember testi és lelki élete, egyéni és faji sajátságai                                        | 1905       | 781 o.    | 470 szövegképpel és 39 műmelléklettel                                       |
| I/3. kötet  | Cholnoky Jenő, Kövesligethy Radó | A világegyetem – a Föld és a csillagvilág fizikai tüneményeinek ismertetése                     | 1906       | 644 o.    | 379 szövegképpel, 74 műmelléklettel és egy forgatható csillagtérképpel      |
| I/4. kötet  | Papp Károly, Treitz Péter, Littke Aurél, Cholnoky Jenő | A Föld. A Föld multja, jelene és felfedezésének története                                       | 1906       | 658 o.    | 302 szövegképpel és 53 műmelléklettel                                       |
| I/5. kötet  | Klein Gyula, Filarszky Nándor, Tuzson János, Mágocsy-Dietz Sándor, Entz Géza, Soós Lajos, Gorka Sándor | Az élők világa – Növény- és állatország                                                         | 1907       | 736 o.    | 817 szövegképpel és 35 műmelléklettel                                       |
| I/6. kötet  | Stein Lajos, Tegze Gyula, Heller Farkas, Máday Andor, Meszlény Arthur, Ferenczy Árpád | A társadalom. Az emberiség művelődésének és gazdasági életének fejlődése                        | 1908       | 707 o.    | 35 szövegképpel és 22 műmelléklettel                                        |
| II/1. kötet | Lyka Károly, Kacsóh Pongrác | A művészet könyve. A képzőművészetek történeti és technikai fejlődése, A zene fejlődéstörténete | 1909       | 688 o.    | 551 szövegképpel és 11 színes műmelléklettel                                |
| II/2. kötet | Márki Sándor | Az ó- és középkor története                                                                     | 1910       | 704 o.    | 314 szövegképpel, 14 fekete, 11 színes műmelléklettel és 8 színes térképpel |
| II/3. kötet | Márki Sándor | Az újkor és legújabb kor története                                                              | 1910       | 712 o.    | 361 szövegképpel, 35 fekete, 5 színes műmelléklettel és 4 színes térképpel  |
| II/4. kötet | Marczali Henrik | Magyarország története                                                                          | 1911       | 724 o.    | 337 szövegképpel, 24 fekete, 4 színes műmelléklettel és 2 színes térképpel  |
| II/5. kötet | Endrődi Sándor, Kardos Albert, Pintér Jenő, Simonyi Zsigmond, Ferenczi Zoltán | A magyar irodalom története 1900-ig                                                             | 1913       | 682 o.    | 298 szövegképpel, 4 színes és 54 fekete műmelléklettel                      |